# Kegelsnaveltangare
De kegelsnaveltangare (Conothraupis mesoleuca) is een ernstig bedreigde endemische zangvogelsoort uit de familie Thraupidae (tangaren).

## Kenmerken
De vogel is 12 tot 14 cm lang en 1 ooit gewogen mannetje was 15 g. Het mannetje is overwegend zwart met een groene glans, met een witte borst en buik en een dikke, bleekgroene tot witte snavel. Het vrouwtje is helemaal grijsbruin.

## Verspreiding en leefgebied
Deze soort is endemisch in zuidwestelijk Brazilië, met name in Goiás en Mato Grosso do Sul. De vogel komt voor in bos met dichte ondergroei in de buurt van water of in bos dat de overgangszone is tussen regenwoud en cerrado.

## Status
Tussen 1938 en 2003 is de vogel niet waargenomen. In 2003 werd hij herontdekt in het Nationaal park Emas en op een paar andere plaatsen in het zuidwesten van Brazilië. Mogelijk zijn er meer vogels dan eerder vermoed,maar de kegelsnaveltangare heeft een zeer klein verspreidingsgebied en daardoor is de kans op uitsterven aanwezig. De grootte van de populatie werd in 2017 door BirdLife International geschat op 250 tot 1000 volwassen individuen. Het leefgebied wordt bovendien bedreigd door de aanleg van een dam. Om deze redenen staat deze soort als bedreigd op de Rode Lijst van de IUCN.